# 埃謝櫛蠶屬
有足埃謝櫛蠶是埃謝櫛蠶屬的唯一物種，屬於泛節肢動物（Panarthropoda）、葉足動物門、異蟲綱、原有爪目、埃謝櫛蠶科（學名：Aysheaiidae）。此物種生活在加拿大海域。其因外貌特殊，使對其分類有著大量不同的意見。

## 命名
埃謝櫛蠶的學名－Aysheaia，是以埃謝山峰（Ayesha Peak，位於加拿大英屬哥倫比亞瓦普塔冰河（Wapta icefield）北方）命名的。埃谢山峰最初在1903至1904年的地圖上標示為「Aysha Peak」，後來以1887年亨利·萊特·哈葛德創作的小說《她》（She）中女主角名字「Ayesha」重新命名。種小名「pedunculata」，為拉丁語「pedunculus」，意為腳。

## 發現

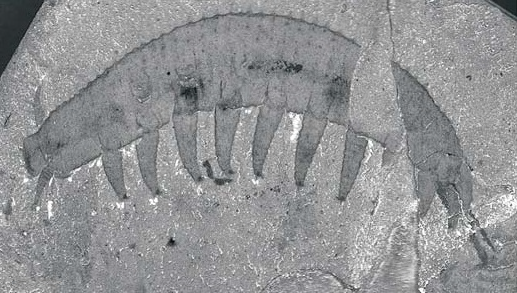
圖是埃謝櫛蠶的化石標本照片

埃謝櫛蠶的化石分布加拿大英屬哥倫比亞洛磯山脈瓦普塔山脈（Wapta Mountain）和費爾德山脈（Mount Field）之間的沃爾科特採石場（Walcott Quarry），屬於史蒂芬地層（Stephen Formation）的伯吉斯頁岩（Burgess Shale）。
1978年，哈利·布萊莫·惠靈頓（Harry Blackmore Whittington）發表了共15個化石標本，其中13個存放在美國國立自然史博物館，另有兩件存放在皇家安大略博物館；查爾斯·都利特·沃爾科特（Charles Doolittle Walcott）的收藏中亦有16塊化石標本。加拿大地質調查局還有挖到一塊標本。該物種的正模標本為USNM 57655。

## 生態
埃謝櫛蠶的葉足有圓形的末端，適合於在泥濘的海底移動。而其消化道並未發現泥沙，代表其不太可能是以大量攝取泥沙為生，且不會穴居。其標本上多次帶有海綿化石（例如：塔卡瓦棉和原始海綿屬），可能以此為食。以及身體背部的刺，可能具有感覺功能或是具有防禦作用。但是有學者認為該物種的化石多次保存到海綿，不一定代表其以此為食。

## 分類

### 分類史
查爾斯·都利特·沃爾科特於1911年發表多個物種，包括埃謝櫛蠶。他認為埃謝櫛蠶屬於環節動物門多毛綱的一個物種，但不屬於現今任何一個環節動物的科，並建立新科。
1923年，查爾斯·T·布魯斯（Charles T. Brues）最早提出埃謝櫛蠶是屬於有爪动物门物種。隨後，許多學者認同埃謝櫛蠶於有爪動物。喬治·伊夫林·哈欽森（George Evelyn Hutchinson）建立了有爪動物門底下的原有爪目（Protonychophora），根據其葉足的排列和形狀，將埃謝櫛蠶劃入其中，且比节肢动物門更為親近。珍·伯格斯特羅姆（Jan Bergström）則認為牠應該更接近缓步动物门（Tardigrade）。1975年，勞拉·黛爾·凱夫（L. Delle Cave）和阿爾貝托·馬裡奧·西蒙內塔（Alberto Mario Simonetta）透過緩步動物與有爪動物和埃謝櫛蠶比較，他們推測埃謝櫛蠶可能介於緩步動物與有爪動物之間，應可建立一個獨立的綱。哈利·布萊莫·惠靈頓認為不需再增加一個新的分類單元，僅需將其歸類為「葉足動物」（lobopodians）；他覺得其與歐巴賓海蠍或是怪誕蟲一樣，很難歸類於現存的任何分類單元。

### 斯坦利蝦屬

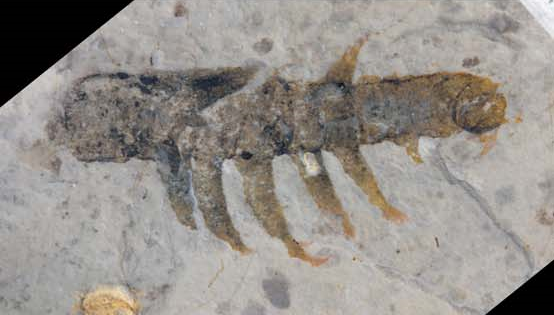
圖為斯坦利蝦屬未定種前附肢化石

1985年，理查德·阿什比·羅賓遜發表編號KUMIP 153923的標本，其產自美國猶他州惠勒頁岩（Wheeler Shale）。他並將該標本描述為新物種，並劃分進此屬，命名為「延長埃謝櫛蠶」。
後續，許多學者表示質疑。2017年，史蒂芬·帕茨（Stephen Pates）、艾莉森·C·戴利（Allison C. Daley）和奧爾特加 - 埃爾南德斯 哈維爾（Javier Ortega-Hernández）鑑定化石是斯坦利蝦屬未定種（Stanleycaris sp.）的前附肢（frontal appendage）並重新解釋化石型態。而延長埃謝櫛蠶成為疑難名（nomen dubium）。